# Lorraine romane
Pour les articles homonymes, voir Lorraine (homonymie).
La Lorraine romane est la partie de la Lorraine étant traditionnellement de langue et de culture romane. Elle se distingue de la Lorraine germanophone via la frontière linguistique mosellane.

## Appellation
Ce territoire est également appelé en français « Lorraine romanophone » et « Lorraine francophone ».  
En allemand : Welsch-Lothringen et Welschlothringen, qui donne le gentilé Welsch-Lothringer.

## Géographie
Au XXe siècle, la Lorraine romane est constituée par les départements de la Meuse, de Meurthe-et-Moselle et des Vosges, avec approximativement la moitié du département de la Moselle. L'autre moitié de ce dernier département constitue la partie germanophone de la Lorraine, territoire historiquement désigné sous le nom de Lorraine allemande jusqu'à la fin du XIXe siècle.
À la suite des ravages de la guerre de Trente Ans, la zone linguistique romane de la Lorraine a gagné du terrain dans l'actuel département de la Moselle,.

## Histoire
C'est le duc Mathieu II de Lorraine (1193-1251) qui est le premier à ordonner que les actes publics soient écrits en français dans le pays roman et en allemand dans la Lorraine allemande.
Au début du XVIIIe siècle, il y a en Lorraine romane des gens soumis à la mainmorte personnelle et au droit de poursuite, ils ne possèdent pas la faculté de tester, et quand ils ne laissent pas d'héritiers directs, c'est au seigneur que vont leurs biens meubles.